# Церковь Сретения Господня (Окуневское)
Церковь Сретения Господня (Сретенская церковь) — недействующий храм в селе Окуневском Каргапольского муниципального округа Курганской области. Относится к Шадринской епархии русской православной церкви. Выявленный памятник архитектуры.
Есть сведения, что высота церкви, до обрушения при пожаре верхнего яруса колокольни, была 86 метров. На момент постройки она входила в число самых высоких храмов в стране. С двух сторон храма находятся четырёхколонные портики, а здание было увенчано декоративным барабаном с куполом. Некоторые из колонн в аварийном состоянии.

## История
Первое, деревянное здание Сретенской церкви построено в 1736 году. Современное, кирпичное здание в стиле классицизма построено в 1830-е годы. Закрыта церковь при советской власти в 1930-х годах. Церковь представляет собой огромный храм в стиле классицизма с тремя престолами. Главный алтарь посвящён Сретению, а приделы Николаю Чудотворцу, и Воздвижению Креста Господня. Основное здание с колоннами под портиком венчалось большим барабаном под куполом. К зданию примыкает колокольня. Она состоит из двухэтажного здания, на котором была трёхъярусная колокольня. В 1997 или 2001 году в церкви произошел пожар из-за попадания молнии, в результате которого рухнули большой купол с барабаном, и верхний ярус колокольни.
С тех пор церковь находится в аварийном состоянии.